# Kiblîțke, Hadeaci
Kiblîțke (în ucraineană Кіблицьке) este un sat în comuna Bilencenkivka din raionul Hadeaci, regiunea Poltava, Ucraina.

## Demografie
Componența lingvistică a localității Kiblîțke
     Ucraineană (100%)
Conform recensământului din 2001, toată populația localității Kiblîțke era vorbitoare de ucraineană (100%).